# Sergei Alexandrowitsch Schelmenko
Sergei Alexandrowitsch Schelmenko (russisch Сергей Александрович Шельменко; wiss. Transliteration Sergej Šel’menko; ukrainisch Сергій Олександрович Шельменко; wiss. Transliteration Serhij Šel’menko; * 5. April 1983 in Saporischschja, Ukrainische SSR, Sowjetunion) ist ein ehemaliger ukrainischer Handballspieler, der seit 2012 die russische Staatsbürgerschaft besitzt. Seine Spielposition im Angriff war Rückraum rechts.

## Karriere
Schelmenko spielte bis 2006 beim ukrainischen Verein ZTR Saporischschja. Von 2006 bis 2009 spielte der 1,96 m Linkshänder in der Handball-Bundesliga bei den Rhein-Neckar Löwen. Anschließend lief er in Russland für Medwedi Tschechow auf. Über den HC Dinamo Minsk und erneut Tschechow kam er 2015 zum HK Motor Saporischschja.
Der Berufshandballer war auch Mitglied der ukrainischen Handballnationalmannschaft und bestritt über 50 Länderspiele für die Ukraine. Er nahm an den Europameisterschaften 2002, 2004 und 2006 sowie der Weltmeisterschaft 2007 teil. Bei der Europameisterschaft 2012 trat er erstmals für die Russische Männer-Handballnationalmannschaft an und erzielte in drei Spielen neun Tore. Für Russland stand er weiterhin im Aufgebot für die Europameisterschaften 2014 und 2016 sowie die Weltmeisterschaften 2013 und 2017.
Er ist verheiratet und hat ein Kind.

## Sportliche Erfolge
- 8× ukrainischer Meister: 2001, 2003–2005, 2016–2019
- 4× ukrainischer Pokalsieger: 2016–2019
- 5× russischer Meister: 2010–2013 und 2015
- 5× russischer Pokalsieger: 2010–2013 und 2015
- Halbfinale Champions League 2009 mit den Rhein-Neckar Löwen und 2010 mit Tschechow

## Saisonbilanzen
| Saison    | Verein             | Spielklasse | Spiele | Tore | 7-Meter | Feldtore |
| --------- | ------------------ | ----------- | ------ | ---- | ------- | -------- |
| 2006/07   | Rhein-Neckar Löwen | Bundesliga  | 34     | 86   | 0       | 86       |
| 2007/08   | Rhein-Neckar Löwen | Bundesliga  | 34     | 95   | 0       | 95       |
| 2008/09   | Rhein-Neckar Löwen | Bundesliga  | 14     | 46   | 0       | 46       |
| 2006–2009 | Rhein-Neckar Löwen | gesamt      | 82     | 227  | 0       | 227      |